# Scott Steiner
Scott Carl Rechsteiner (Bay City (Michigan), 29 juli 1962), beter bekend als Scott Steiner, is een Amerikaans professioneel worstelaar. Hij was actief in het National Wrestling Alliance (NWA), World Championship Wrestling (WCW) en World Wrestling Federation (WWF) en Total Nonstop Action Wrestling (TNA).
Scott en zijn oudere broer Robert (Rick Steiner) wonnen als tag team, The Steiner Brothers, vele titels.

## In worstelen
- Finishers
  - Frankensteiner
  - Steiner Flatliner
  - Steiner Recliner
  - SSD – Steiner Screwdriver
  - Twisting double underhook powerbomb

- Signature moves
  - Elbow drop followed by push ups
  - Fallaway slam
  - Military press drop
  - Pumphandle falling powerslam
  - Reverse DDT
  - Sitout double underhook powerbomb – early 1990s
  - Super Olympic slam

- Managers
  - Major Gunns
  - Ted DiBiase
  - Eddie Gilbert
  - Stacy Keibler
  - Midajah
  - Missy Hyatt
  - Shakira
  - Tojo Yamamoto
  - April Hunter
  - Rhaka Khan

- Bijnamen
  - "The Big Bad Booty Daddy"
  - "Big Poppa Pump"
  - "The Genetic Freak"
  - "Freakzilla"
  - "The Hitman of The Main Event Mafia"
  - "The Man with the Largest Arms in the World (and the Shortest Fuse in Professional Wrestling)"
  - "The Physical Phenomenon"
  - "Superstar"
  - "White Thunder"

## Prestaties

### Amateur worstelen
- National Collegiate Athletic Association
  - 1983 Division I Big 10 – Vijfde plaats
  - 1984 Division I Big 10 – Runner up
  - 1985 Division I Big 10 – Runner up
  - 1986 Division I Big 10 – Runner up
  - 1986 Division I All American – Zesde plaats

### Professioneel worstelen
- Continental Wrestling Association
  - CWA Tag Team Championship (3 keer; 2x met Billy Travis en 1x met Jed Grundy)

- Dutch Pro Wrestling
  - DPW Heavyweight Championship (1 keer)

- Jim Crockett Promotions / World Championship Wrestling
  - NWA United States Tag Team Championship (1 keer met Rick Steiner)
  - NWA World Tag Team Championship (1 keer met Rick Steiner)
  - WCW United States Heavyweight Championship (2 keer)
  - WCW World Heavyweight Championship (1 keer)
  - WCW World Tag Team Championship (6 keer met Rick Steiner)
  - WCW World Television Championship (2 keer)
  - Pat O'Connor Memorial Tag Team Tournament (1990 - met Rick Steiner)

- Mid-Atlantic Championship Wrestling
  - NWA Mid-Atlantic Tag Team Championship (1 keer met Rick Steiner)

- New Japan Pro Wrestling
  - IWGP Tag Team Championship (2 keer met Rick Steiner)

- New Wave Pro Wrestling (Italië)
  - NWPW Heavyweight Championship (1 keer)

- Pro Wrestling America
  - PWA Tag Team Championship (1 keer met Rick Steiner)

- Pro Wrestling Illustrated
  - PWI Tag Team of the Year (1990, 1993) - met Rick Steiner

- Stars and Stripes Championship Wrestling
  - SSCW Heavyweight Championship (1 keer)

- United Wrestling Federation
  - UWF Rock-'n-Roll Express Championship (1 keer met Rick Steiner)

- World Wrestling All-Stars
  - WWA World Heavyweight Championship (1 keer)

- World Wrestling Association
  - WWA World Heavyweight Championship (1 keer)
  - WWA World Tag Team Championship (1 keer met Jerry Graham Jr.)

- World Wrestling Association (Indianapolis)
  - WWA World Heavyweight Championship (1 keer)

- World Wrestling Federation
  - WWF Tag Team Championship (2 keer met Rick Steiner

- Impact Wrestling (voormalig TNA iMPACT!)
  - Impact World Championship

- Wrestling Observer Newsletter awards
  - Five Star Match (1991) met Rick Steiner, Sting en Brian Pillman vs. Ric Flair, Larry Zbyszko, Barry Windham en Sid Vicious in een WarGames match op WrestleWar
  - Best Wrestling Maneuver (1989, 1990) Frankensteiner
  - Match of the Year (1991) met Rick Steiner vs. Hiroshi Hase en Kensuke Sasaki op WCW/New Japan Supershow
  - Tag Team of the Year award (1990) met Rick Steiner
  - Worst Worked Match of the Year (2003) vs. Triple H op No Way Out)